# レーン (給油艦)
レーン（ドイツ語：Rhön, A 1443）は、ドイツ海軍の給油艦。レーン級給油艦の1番艦。艦名はレーン山地（de:Rhön）に由来する。

## 艦歴
「レーン」は、1970年代にデンマークの船会社トルキルドセン&オルセン（Terkildsen & Olsen A/S）がリベリア船籍タンカー「オケネ（Okene）」として建造されたが、短期間は同社所有であったが売却が決定され、1976年3月18日にドイツ連邦海軍が購入する。「オケネ」は「レーン」に改名され1977年9月23日に就役し、補給艦隊に配属される。
1994年に補給艦隊は解隊し「レーン」は2個に編成された補給戦隊に転属する。1997年4月1日に補給戦隊は補助艦艇隊に統合される。
2010年7月から11月までアタランタ作戦に参加するためソマリア沖に展開していた。
第2機動隊群補助艦艇隊に所属し、ヴィルヘルムスハーフェンを母港としている。